# Benjamin Bathurst
Benjamin Bathurst (18. března 1784, Londýn – asi 25. listopadu 1809, Perleberg) byl britský diplomat, jehož zmizení v době napoleonských válek se stalo předmětem četných spekulací.

## Život
Byl synem norwichského biskupa Henryho Bathursta. Vstoupil do diplomatických služeb, ministr zahraničí Henry Bathurst, který byl jeho příbuzným, ho poslal do Vídně s úkolem vyjednat bližší spolupráci Rakouského císařství s anglickou vládou proti Napoleonovi. Po porážce v bitvě u Wagramu se však Rakušané museli Francii podrobit. Bathurstova mise tak ztratila smysl, rozhodl se proto vrátit do vlasti a zachránit tajné úřední listiny. V doprovodu svého tajemníka, Švýcara jménem Krause, a pod falešnou identitou jako obchodník pan Koch, se vydal na cestu do Hamburku, kde se chtěl dostat na loď plující do Anglie.

## Zmizení
Dne 25. listopadu 1809 dorazili Bathurst a Krause do městečka Perlebergu na západní hranici Pruska, kde jejich kočár měnil koně, přestávku proto využili k občerstvení v místním hostinci Zum weißen Schwan (U bílé labutě). Kolem deváté hodiny večer byl vůz přistaven před hospodu a Bathurst se rozhodl vyrazit na další cestu — předpokládal, že potmě unikne případným pronásledovatelům. Vyšel před dům a Krause, který ho následoval, viděl, že Bathurst místo toho, aby hned nastoupil, obešel zapřažené koně a ztratil se mu z dohledu za kabinou kočáru. Předpokládal tedy, že jeho společník nasedl do vozu z druhé strany. Uvnitř však Bathurst nebyl a bezvýsledné bylo i pátrání v okolních ulicích. V následujících dnech prohledala místní policie široké okolí, nalezla však pouze Bathurstův kožich a kalhoty. Na jaře 1810 přijela do Perlebergu Bathurstova manželka a vypsala vysokou odměnu za každou informaci o svém muži, Napoleon jí v osobním dopise slíbil veškerou pomoc, nic se však nezjistilo a Bathurst byl prohlášen za nezvěstného. Britský tisk obvinil Francouze z politicky motivované vraždy nebo únosu, v neklidné době se však na záhadu brzy zapomnělo.
V dubnu 1852 byla při přestavbě jednoho domu v Perlebergu objevena pod podlahou kostra mladého muže s rozbitou lebkou. Protože v době Bathurstova zmizení bydlel v domě podomek od Bílé labutě Christian Mertens, byl označen za nejpravděpodobnějšího pachatele nebo přinejmenším komplice, který ukryl mrtvolu. Byla povolána Bathurstova sestra, která však nedokázala tělo identifikovat.
Charles Fort uváděl Bathurstův incident jako příklad nevysvětlitelného zmizení, cituje ho také Ludvík Souček v knize Tušení souvislosti. Velšský historik Mike Dash důkladně rozebral dostupné prameny, odmítl senzacechtivé výmysly a dospěl k závěru, že šlo o kriminální čin, který v tehdejších chaotických poměrech nebyl nijak ojedinělý. Na noční ulici a ve zmatku kolem připravovaného odjezdu nemohl být pro zkušené zločince problém odlákat oběť stranou, zasadit smrtelnou ránu a rychle a tiše odklidit tělo. Zda šlo o loupežnou vraždu nebo Bathursta zlikvidovali Napoleonovi agenti, není dosud jisté.
Řada autorů science fiction (H. Beam Piper, Robert Bloch, Robert A. Heinlein) se nechala inspirovat Bathurstovým případem a rozvíjela ve svých textech teorii o jeho náhlém přesunu v časoprostoru.